# Cees Heerschop
Cees Heerschop (* 14. Februar 1935 in Hilversum; † 24. Juli 2014 in Eindhoven) war ein niederländischer Fußballspieler.

## Werdegang
Der Innenverteidiger Heerschop begann seine Fußballlaufbahn bei der VAV Donar. 1956 erhielt er einen Profivertrag bei PSV Eindhoven. Dort spielte er bis 1964 und bestritt 191 Spiele, wobei er ein Tor schoss. 1963 sicherte er sich mit dem Verein die Niederländische Meisterschaft. Von 1964 bis 1965 spielte Heerschop beim NEC Nijmegen und schoss in zehn Spielen noch einmal ein Tor.